# Voxtrot
Voxtrot – grupa muzyczna z gatunku indie rock, pochodząca z Austin w Teksasie. Pierwsze nagrania powstałe w 2003 roku zostały sprzedane w kilku niezależnych sklepach muzycznych w Austin. Zespół wypuścił swoje pierwsze oficjalne demo Raised by wolves w 2005 roku. Wtedy też po raz pierwszy zespół wyruszył w trasę koncertową po USA. Szybko został docenieny, wielokrotnie chwalono go na łamach prasy papierowej i online. Następne demo Mothers, Sisters, Daughters & Wites, zawierające 5 piosenek, wyszło 4 kwietnia 2006 roku. Jeszcze w listopadzie tego samego roku Voxtrot wydał kolejny EP Your biggest fan. Pierwsza długogrająca płyta zespołu ujrzała światło dzienne 22 maja 2007 roku. Obecnie grupa pracuje nad materiałem na nową płytę.